# Igioffius taiganus
Igioffius taiganus är en loppart som först beskrevs av Scalon 1950.  Igioffius taiganus ingår i släktet Igioffius och familjen fågelloppor. Inga underarter finns listade i Catalogue of Life.